# Spjutkastning för herrar i friidrott vid olympiska sommarspelen 1984
Spjutkastning för herrar vid olympiska sommarspelen 1984 i Los Angeles avgjordes 4 augusti. 

## Medaljörer
| Gren          | Guld                    | Guld    | Silver                        | Silver  | Brons                     | Brons   |
| Spjutkastning | Arto Härkönen · Finland | 86,76 m | David Ottley · Storbritannien | 85,74 m | Kenth Eldebrink · Sverige | 83,72 m |

## Resultat

### Kval

#### Grupp A
| Placering | Totalt | Kastare                  | Försök | Försök | Försök | Längd   |
| Placering | Totalt | Kastare                  | 1      | 2      | 3      | Längd   |
| --------- | ------ | ------------------------ | ------ | ------ | ------ | ------- |
| 1         | 3      | Roald Bradstock (GBR)    | 79.52  | 81.08  | 83.06  | 83.06 m |
| 2         | 5      | Wolfram Gambke (FRG)     | 75.10  | 82.98  | X      | 82.98 m |
| 3         | 6      | Per Erling Olsen (NOR)   | 82.46  | X      | X      | 82.46 m |
| 4         | 7      | Laslo Babits (CAN)       | X      | 76.68  | 82.18  | 82.18 m |
| 5         | 8      | Masami Yoshida (JPN)     | 78.14  | 81.42  | 78.06  | 81.42 m |
| 6         | 10     | Einar Vilhjálmsson (ISL) | 79.78  | X      | 80.94  | 80.94 m |
| 7         | 11     | Jean-Paul Lakafia (FRA)  | 80.52  | 66.26  | 78.02  | 80.52 m |
| 8         | 12     | Duncan Atwood (USA)      | 77.08  | 79.34  | X      | 79.34 m |
| 9         | 13     | Raimo Manninen (FIN)     | 79.26  | X      | X      | 79.24 m |
| 10        | 14     | Juan de la Garza (MEX)   | 78.80  | X      | 79.16  | 79.16 m |
| 11        | 16     | Sejad Krdžalić (YUG)     | 76.52  | X      | X      | 76.52 m |
| 12        | 19     | Zakayo Malekwa (TAN)     | 71.80  | X      | 75.18  | 75.18 m |
| 13        | 23     | Agostino Ghesini (ITA)   | 72.16  | 63.92  | 72.96  | 72.96 m |
| 14        | 27     | Justin Arop (UGA)        | 69.76  | 66.30  | X      | 69.76 m |

#### Grupp B
| Placering | Totalt | Kastare                  | Försök | Försök | Försök | Längd   |
| Placering | Totalt | Kastare                  | 1      | 2      | 3      | Längd   |
| --------- | ------ | ------------------------ | ------ | ------ | ------ | ------- |
| 1         | 1      | Tom Petranoff (USA)      | 85.96  | —      | —      | 85.96 m |
| 2         | 2      | David Ottley (GBR)       | 85.68  | —      | —      | 85.68 m |
| 3         | 4      | Arto Härkönen (FIN)      | 82.82  | 83.06  | —      | 83.06 m |
| 4         | 9      | Kenth Eldebrink (SWE)    | 79.36  | 81.06  | 79.42  | 81.06 m |
| 5         | 2      | Reidar Lorentzen (NOR)   | X      | 68.00  | 76.62  | 76.62 m |
| 6         | 17     | Tero Saviniemi (FIN)     | X      | 76.46  | X      | 76.46 m |
| 7         | 18     | Steve Roller (USA)       | 75.50  | 75.48  | X      | 75.50 m |
| 8         | 20     | Kazuhiro Mizoguchi (JPN) | 74.82  | 72.58  | 69.18  | 74.82 m |
| 9         | 21     | Rashid Mohammed (PAK)    | 72.48  | 70.76  | 74.58  | 74.58 m |
| 10        | 22     | Klaus Tafelmeier (FRG)   | X      | X      | 73.52  | 73.52 m |
| 11        | 24     | Chen Hung-Yen (TPE)      | 62.46  | 71.48  | 68.54  | 68.54 m |
| 12        | 25     | Gurtej Singh (IND)       | 63.62  | 70.08  | 69.32  | 70.08 m |
| 13        | 26     | Sigurður Einarsson (ISL) | 69.82  | 66.68  | 67.02  | 69.82 m |
| —         | —      | Michael O'Rourke (NZL)   | X      | X      | X      | NM      |

### Final
| Placering | Kastare                  | Försök | Försök | Försök | Försök | Försök | Försök | Längd   |
| Placering | Kastare                  | 1      | 2      | 3      | 4      | 5      | 6      | Längd   |
| --------- | ------------------------ | ------ | ------ | ------ | ------ | ------ | ------ | ------- |
| 1         | Arto Härkönen (FIN)      | X      | 78.74  | 84.34  | 86.76  | X      | X      | 86.76 m |
| 2         | David Ottley (GBR)       | 85.74  | 81.52  | X      | X      | 83.92  | 84.46  | 85.74 m |
| 3         | Kenth Eldebrink (SWE)    | X      | 80.28  | X      | X      | 83.72  | 83.30  | 83.72 m |
| 4         | Wolfram Gambke (FRG)     | 82.00  | 82.46  | X      | 78.88  | X      | 72.08  | 82.46 m |
| 5         | Masami Yoshida (JPN)     | X      | 81.98  | X      | 81.98  | 77.92  | 81.66  | 81.98 m |
| 6         | Einar Vilhjálmsson (ISL) | 80.44  | 77.66  | 79.22  | 81.58  | X      | 79.26  | 81.58 m |
| 7         | Roald Bradstock (GBR)    | 70.20  | 81.22  | 78.22  | 76.68  | X      | 78.82  | 81.22 m |
| 8         | Laslo Babits (CAN)       | X      | X      | 80.68  | X      | X      | X      | 80.68 m |
|           |                          |        |        |        |        |        |        |         |
| 9         | Per Erling Olsen (NOR)   | 73.64  | X      | 78.98  |        |        |        | 78.98 m |
| 10        | Tom Petranoff (USA)      | X      | X      | 78.40  |        |        |        | 78.40 m |
| 11        | Duncan Atwood (USA)      | 72.54  | 78.10  | X      |        |        |        | 78.10 m |
| 12        | Jean-Paul Lakafia (FRA)  | X      | X      | 70.86  |        |        |        | 70.86 m |